# إدغار أرسينو
إدغار أرسينو (بالإنجليزية: Edgar Arceneaux)‏ هو فنان أمريكي، ولد في 1972 في لوس أنجلوس في الولايات المتحدة.

## وصلات خارجية
- الموقع الرسمي